# Un bon bock
Un bon bock (ang. A Good Beer) – francuski animowany film niemy z 1892 roku w reżyserii Émila Reynauda.
Film powstał w 1888. Jego premiera odbyła się 28 października 1892.